# Abzeichen „Für hervorragende Leistungen bei der Beseitigung der Hochwassergefahren im Unstruttal“
Das Abzeichen „Für hervorragende Leistungen in der Beseitigung der Hochwassergefahren im Unstruttal“ war in der Deutschen Demokratischen Republik (DDR) eine nichtstaatliche Auszeichnung der Freien Deutschen Jugend (FDJ), welche 1955 gestiftet und einmalig in diesem Jahr auch verliehen worden ist. Die Verleihung erfolgte dabei an FDJ-Mitglieder, die am Bau der Wasserschutzbauten im Unstruttal (Thüringen) eingesetzt waren. 

## Gestaltung
Das mehrfarbig emaillierte Abzeichen zeigt einen Lorbeerkranz der an seiner unteren Seite von einem Spruchband durchbrochen ist, auf dem FÜR HERVOR- / RAGENDE LEISTUNGEN / BEI DER / BESEITIGUNG DER / HOCHWASSERGEFAHREN / IM UNSTRUTTAL zu lesen ist. Der obere Rand des Abzeichens wird von zwei Fahnen bestimmt, die über den Rand des Abzeichens hinausragen. Dabei ist die hintere die Flagge der DDR, die fast gänzlich von der darüberliegenden blauen FDJ-Flagge verdeckt wird. Mittig des Abzeichens sind zwei Männer in Uniform abgebildet, von denen die rechte Person der linken die Hand schüttelt und dabei gleichzeitig auf dessen Schulter klopft. Der linke Mann hält dabei in seiner linken Hand eine Schaufel.